# An Area of Darkness
An Area of Darkness es un libro escrito por VS Naipaul en 1964. Se trata de un diario de viaje que detalla el viaje de Naipaul por la India a principios de los años sesenta. Fue el primer libro de la aclamada trilogía india de Naipaul, que incluye A Wounded Civilization (India: una civilización herida) (1977) e India: A Million Mutinies Now (India: un millón de motines ahora) (1990). La narración es anecdótica y descriptiva.
Considerada por muchos como una obra apasionada pero pesimista, An Area of Darkness transmite la sensación de desilusión que el autor experimentó en su primera visita a la India en los años sesenta, país marcado por la pobreza y la corrupción. El libro fue prohibido en la India por su "representación negativa de la India y su gente". La obra también se considera un ajuste de cuentas de Naipaul con su tierra natal ancestral y una crónica aguda de sus viajes a través de la India de los años sesenta, encontrando la pobreza angustiosa en los barrios bajos, los funcionarios gubernamentales corruptos en las ciudades, hasta la belleza etérea del Himalaya, cubriendo un vasto lienzo del subcontinente.
Según algunos críticos de libros, el título del libro, An Area of Darkness, no era tanto una referencia a la India de los años sesenta, sino a los sentimientos de angustia y ansiedad de Naipaul al enfrentarse a la pobreza y el sufrimiento en el país.
En las historias literarias inglesas, V.S. Naipaul es nombrado junto con otros autores poscoloniales como Salman Rushdie.

## Argumento
Naipaul permaneció en la India desde febrero de 1962 hasta febrero de 1964. Comenzó su viaje a través de la India en Bombay, ahora Mumbai, donde desembarcó en un barco que lo había traído a la India a través de Egipto y el Canal de Suez. Naipaul precede el diario de viaje con un capítulo que él llama un preludio sobre “algunos trámites”. Describe detalladamente el gran esfuerzo burocrático y los numerosos organismos oficiales que tuvo que visitar para que le permitieran importar dos botellas de alcohol.
En la primera parte del diario de viaje, Naipaul describe primero sus antecedentes familiares, su propia relación y la de su familia con la India: Naipaul era el nieto de un inmigrante indio que llegó a Trinidad desde la India como trabajador contratado. El propio Naipaul fue a Inglaterra cuando era adulto y había estado viviendo en Londres durante muchos años en el momento en que se escribió el diario de viaje. Naipaul escribe además que para él, en su infancia, India era un país sin rostro, un país en tinieblas ("una zona de oscuridad") y al mismo tiempo una tierra de fantasía.
Naipaul analiza críticamente la sociedad india tal como la experimentó después de su llegada: observa con asombro el sistema de castas y la insistencia en las jerarquías, la suciedad y la falta de instalaciones sanitarias en muchos lugares; también lamenta la falta de impacto duradero que, como cree, la política racional de Gandhi tuvo en la sociedad india. Naipaul concluye la primera parte de su diario de viaje con sus impresiones de Nueva Delhi, describiendo en particular la obsesión de su casera india por los muebles europeos y el calor de la ciudad.
La segunda parte del relato de viaje es una descripción detallada de las experiencias en el lago Dal, un lago al este de la ciudad de Srinagar en Cachemira, donde Naipaul y sus compañeros alquilaron algunas habitaciones en un hotel como huéspedes permanentes durante varios meses. Naipaul describe el hotel y el lago, las operaciones del hotel, el personal y los demás huéspedes. La atención se centra especialmente en el propietario del hotel, el señor Butt, y en el empleado del hotel Aziz. Durante su viaje a Awantipora, Naipaul y sus compañeros fueron invitados a cenar por una familia de turistas indios: esta es la primera vez que Naipaul no se sintió como un extraño en la India, sino que sintió una conexión con ella.
Uno de los momentos más destacados de la estancia en Cachemira fue una excursión más larga por el camino de peregrinación al lugar de peregrinación hindú de Amarnath. Naipaul escribe que disfrutó del viaje al Himalaya, así como de toda su estadía en Cachemira.  Sin embargo, el milagro prometido en la cueva de Amarnath, una estalagmita gigante de hielo que se suponía se formaba cada verano, no era visible, lo que hizo que el costoso viaje pareciera absurdo para Naipaul.
En la tercera parte del diario de viaje, Naipaul describe experiencias durante otros viajes por la India, por ejemplo: a Shimla, en el sur de la India y a Calcuta. En esta parte del diario de viaje, Naipaul también entrelaza sus pensamientos sobre la sociedad india, por ejemplo: su decepción al encontrar muchas ruinas abandonadas en lugar de una historia venerable.  Naipaul se preocupó por los efectos de la colonización de la India por el Imperio Británico, así como por la violenta ocupación de la meseta de Aksai Chin en el este de Cachemira por las tropas chinas en 1962.
Un último acontecimiento importante durante la estancia de Naipaul fue un viaje al pueblo de donde provenía su abuelo. Conoció a los aldeanos que todavía recordaban a su abuelo y vio el santuario que aquellos mantenían. Sin embargo, el viaje terminó de forma amarga, porque los aldeanos tenían grandes expectativas puestas en Naipaul, quien los representaría en una disputa legal sobre tierras, que Naipaul evitó yéndose a toda prisa.
Naipaul termina su diario de viaje con el vuelo de regreso a Inglaterra, donde recuerda su estancia en la India y se da cuenta de que su sentimiento por la India se estaba alejando de él nuevamente.

## Interpretación
En su monografía sobre la obra de Naipaul, Yashoda Bhat describe la perspectiva de Naipaul sobre la India: Naipaul es un observador curioso y atento de la cultura india. Además, se encuentra en una situación especial, debido a los antecedentes indios de su familia: es un miembro interno pero al mismo tiempo un extraño, un viajero occidental con una actitud imperialista. Una característica de An Area of Darkness, dice Bhat, es una narración objetiva de los detalles del viaje, seguida de una reflexión autobiográfica.
Una de las motivaciones de Naipaul para viajar a la India fue buscar sus raíces, la imagen romántica de la India de su infancia, pero descubrió que la India que conocía era sólo una tierra de su imaginación.  El erudito literario Bruce King interpreta An Area of Darkness como una expresión de los conflictos internos de Naipaul, su frustración y su dolor porque tuvo que darse cuenta durante su estancia en la India de que la India de sus sueños y sus orígenes imaginados no existían. Naipaul, según King, estaba enojado por la inmundicia, la decadencia, la corrupción, la incompetencia y, en última instancia, la humillación de la India por la amenaza de invasión de China en el conflicto de Cachemira. Como nacionalista, Naipaul quería una India moderna, occidental y eficiente en la que se mantuviera viva la cultura tradicional, dijo King. Para Naipaul, el viaje a la India también fue el final temporal de su búsqueda de un hogar.

## Recepción
La recepción de An Area of Darkness fue y es ambivalente, como lo es también la recepción de Naipaul y toda su obra.  Por un lado, el conocido escritor de viajes Paul Theroux escribió en su introducción a An Area of Darkness en 2016 que el libro fue celebrado desde su publicación. An Area of Darkness se ha reimpreso varias veces (por ejemplo en Macmillan Collector's Library 2020) y traducido a varios idiomas, incluidos alemán, chino, español y sueco.
La obra de Naipaul en su conjunto comprende más de 30 libros; Con su trabajo sobre las consecuencias del colonialismo en ficción y no ficción, también se ganó una reputación como escritor de viajes. Ganó numerosos premios por su trabajo, incluido el Premio Nobel de Literatura en 2001.  Naipaul es considerado un cosmopolita entre culturas que, en sus relatos de viajes, observa y describe las condiciones en África, India y Trinidad con gran atención.
En la India, An Area of Darkness generó reacciones negativas debido a su descripción crítica del país, y el libro fue prohibido allí en 1964. Los críticos literarios poscoloniales como Edward Said también criticaron duramente la obra de Naipau, considerando que a él no le interesaban los países que visitaba. Naipaul no fomenta la investigación crítica, por ejemplo: sobre la India, Sudamérica o África, y los diarios de viaje de Naipaul, según Said, son ignorantes, desinformados y llenos de clichés.
Yashoda Bhat escribe en su introducción literaria a la obra de V. S. Naipaul que la dura crítica de Naipaul a la India en An Area of Darkness probablemente también se debe al hecho de que solo permaneció en la India durante un año y que no hablaba ninguno de los idiomas autóczonos de la India, lo que significa que solo pudo comunicarse inadecuadamente con los lugareños. Los intelectuales y críticos indios también se han quejado de que las diatribas negativas de Naipaul sobre el país a menudo están pobremente respaldadas por una investigación exhaustiva.
El escritor y periodista Amandeep Sandhu reseñó An Area of Darkness en 2014 en el periódico indio The Hindu con motivo del 50 aniversario de la prohibición del libro en la India: Escribe que en los lugares donde Naipaul escribe sobre sus experiencias personales en la India, como la importación de alcohol a su llegada, el libro es muy perspicaz. La segunda parte del libro también merece una mención especial, ya que constituye un ensayo que podría contribuir a la discusión sobre el conflicto de Cachemira. Sin embargo, Sandhu critica el hecho de que Naipaul no informa sobre sus experiencias en la India durante gran parte de su libro y desestima ciudades y regiones enteras en una sola frase. En cambio, Naipaul dedica muchas páginas a otros temas, como la evaluación literaria de libros escritos sobre la India, o escribe pomposamente e interminablemente sobre la pobreza de la India, el sistema de castas y la falta de desarrollo. En general, según Sandhu, los relatos de viajes de Naipaul son una visión arrogante de la India por parte de un autor que la niega y al mismo tiempo la representa.